# Hendrik III van Meißen
Hendrik III van Meißen bijgenaamd de Illustere (Meißen, circa 1215 - Dresden, 15 februari 1288) was van 1221 tot aan zijn dood markgraaf van Meißen en van 1247 tot 1265 landgraaf van Thüringen. Hij behoorde tot het huis Wettin.

## Levensloop
Hendrik III werd geboren in het kasteel Albrechtsburg in Meißen als de jongste zoon van markgraaf Diederik I van Meißen en Jutta van Thüringen. Na de dood van zijn vader in 1221 volgde Hendrik III hem op als markgraaf van Meißen en als markgraaf van Neder-Lausitz. Omdat hij nog minderjarig was, werd zijn oom, landgraaf Lodewijk IV van Thüringen, regent. Nadat Lodewijk IV in 1227 overleed, ging het regentschap naar hertog Albrecht I van Saksen, die regent bleef tot in 1230. In dat laatste jaar werd Hendrik III volwassen verklaard, waardoor hij zelfstandig kon beginnen regeren.
Rond het jaar 1234 vocht Hendrik III mee in de kruistocht tegen de heidense Pomesaniërs in Pruisen. Ook liet hij het kasteel Balga oprichten, dat een belangrijk administratief centrum voor de Duitse Orde werd. Nadat Meißen in 1245 een jarenlange oorlog tegen de markgraven van Brandenburg verloor, moest Hendrik III echter de forten van Köpenick, Teltow en Mittenwalde in het noorden van Neder-Lausitz afstaan. In 1249 kon hij dit gebiedsverlies compenseren nadat hij van hertog Bolesław II van Liegnitz het gebied ten oosten van het kasteel Schiedlo aan de rivier de Oder had gekregen. Het was daar dat Hendrik III de stad Fürstenberg oprichtte. 
In het conflict tussen keizer Frederik II en paus Gregorius IX koos Hendrik III de zijde van keizer Frederik II. In 1242 werd hij door de kinderloze landgraaf Hendrik Raspe IV van Thüringen aangeduid als zijn opvolger voor het landgraafschap Thüringen en het paltsgraafschap Saksen. In 1243 werd dan weer een dochter van Frederik II, Margaretha van Sicilië, uitgehuwelijkt aan Hendriks oudste zoon Albrecht II.
Hendrik III bleef zeer loyaal aan het huis Hohenstaufen en het was pas na het vertrek van Rooms-Duits koning Koenraad IV uit Duitsland dat Hendrik III in 1251 Rooms-Duits tegenkoning Willem II van Holland begon te steunen. Na de dood van landgraaf Hendrik Raspe IV volgde Hendrik III hem op als landgraaf van Thüringen en als paltsgraaf van Saksen. Er brak echter al snel een successieoorlog uit omdat het landgraafschap Thüringen ook werd opgeëist door hertog Hendrik II van Brabant en diens gemalin Sofia van Thüringen, dochter van landgraaf Lodewijk IV, enerzijds en prins Siegfried I van Anhalt-Zerbst anderzijds. De oorlog bleef jarenlang aanslepen en eindigde pas in 1264. Na de oorlog stond Hendrik III het Landgraafschap Hessen af aan Sofia's jongere zoon Hendrik. Hendrik III mocht het landgraafschap Thüringen behouden, maar besloot het landgraafschap net als het paltsgraafschap Saksen in 1265 aan zijn oudste zoon Albrecht II te schenken. 
Vanaf 1273 was Hendrik III een belangrijke steun van de pas verkozen Rooms-Duitse koning Rudolf I van Habsburg in de strijd tegen koning Ottokar II van Bohemen, die de verkiezing van Rudolf I weigerde te erkennen. Nadat Bohemen deze oorlog verloor, werden onder andere de stad Sayda en het kasteel Purschenstein nabij Neuhausen aan Hendriks rijk toegevoegd.
Hendrik III was ook bekend als een beschermer van de kunsten. Ook was hij een belangrijke minnezanger, dichter en componist. Daarnaast sponsorde hij ook verschillende toernooien en zangcompetities, waar hij zelf soms ook aan deelnam, en schreef hij muziekhymnes die met de toestemming van paus in kerken gezongen mochten worden.
In 1288 overleed hij na een regeerperiode van 67 jaar.

## Huwelijken en nakomelingen
In 1234 huwde Hendrik III met Constance van Oostenrijk, een dochter van hertog Leopold VI van Oostenrijk. Ze kregen volgende kinderen:
- Albrecht II (1240-1314), markgraaf van Meißen, landgraaf van Thüringen en paltsgraaf van Saksen.
- Diederik (1242-1285), markgraaf van Landsberg.

Na de dood van Constance hertrouwde Hendrik III in 1243 met Agnes van Bohemen, dochter van koning Wenceslaus I van Bohemen. Dit huwelijk bleef kinderloos.
Nadat ook zijn tweede vrouw was overleden, huwde Hendrik III in 1273 met Elisabeth van Maltitz, een dochter van een van zijn ministerialen. Ze kregen volgende kinderen:
- Frederik (1273-1316)
- Herman

## Voorouders
| Overgootouders                     | Koenraad de Grote (1098-1157) ∞ Luitgard van Elchingen (1105-1145)  | Koenraad de Grote (1098-1157) ∞ Luitgard van Elchingen (1105-1145)  | Albrecht de Beer (1098-1170) ∞ Sophia van Winzenburg (1105-1160)    | Albrecht de Beer (1098-1170) ∞ Sophia van Winzenburg (1105-1160)    | Lodewijk II van Thüringen (1128-1172) ∞ Judith van Hohenstaufen (-) | Lodewijk II van Thüringen (1128-1172) ∞ Judith van Hohenstaufen (-) | ? (-) ∞ ? (-)                                                       | ? (-) ∞ ? (-)                                                       |
| Grootouders                        | Otto II van Meißen (1125-1190) ∞ Hedwig van Ballenstedt (1130-1203) | Otto II van Meißen (1125-1190) ∞ Hedwig van Ballenstedt (1130-1203) | Otto II van Meißen (1125-1190) ∞ Hedwig van Ballenstedt (1130-1203) | Otto II van Meißen (1125-1190) ∞ Hedwig van Ballenstedt (1130-1203) | Herman I van Thüringen (1155-1217) ∞ Sophia van Sommerschenburg (-) | Herman I van Thüringen (1155-1217) ∞ Sophia van Sommerschenburg (-) | Herman I van Thüringen (1155-1217) ∞ Sophia van Sommerschenburg (-) | Herman I van Thüringen (1155-1217) ∞ Sophia van Sommerschenburg (-) |
| Ouders                             | Diederik van Meißen (1162-1221) ∞ Jutta van Thüringen (1184-1235)   | Diederik van Meißen (1162-1221) ∞ Jutta van Thüringen (1184-1235)   | Diederik van Meißen (1162-1221) ∞ Jutta van Thüringen (1184-1235)   | Diederik van Meißen (1162-1221) ∞ Jutta van Thüringen (1184-1235)   | Diederik van Meißen (1162-1221) ∞ Jutta van Thüringen (1184-1235)   | Diederik van Meißen (1162-1221) ∞ Jutta van Thüringen (1184-1235)   | Diederik van Meißen (1162-1221) ∞ Jutta van Thüringen (1184-1235)   | Diederik van Meißen (1162-1221) ∞ Jutta van Thüringen (1184-1235)   |
| Hendrik III van Meißen (1215-1288) |                                                                     |                                                                     |                                                                     |                                                                     |                                                                     |                                                                     |                                                                     |                                                                     |